# Государственный строй Беларуси
Республика Беларусь, согласно конституции — самостоятельное, отдельное, социальное, демократическое, правовое и унитарное государство. Главой государства является президент. Государственная власть в стране осуществляется на основе разделения её на законодательную, исполнительную и судебную. Форма правления характеризуется как смешанная республика, президентская республика.
Несмотря на декларирование в законах и конституции демократии, по оценкам экспертов, составивших индекс демократии, на практике в республике действует жесткий авторитарный режим.

## Конституция
Конституция — основной закон Республики Беларусь. Ныне действующая конституция была принята Верховным Советом Республики Беларусь 15 марта 1994 года. В дальнейшем изменения и дополнения в Конституцию вносились три раза (всегда — путём референдума). Согласно результатам референдума 14 мая 1995 года, в Конституцию были внесены положения о равном статусе русского языка с белорусским, а также о возможности Президента распускать парламент и назначать новые выборы в случае грубого или систематического нарушения последним Конституции и законов. На референдуме 24 ноября 1996 года принята новая редакция конституции, расширяющая полномочия президента и реформирующая систему органов власти в стране. На референдуме 17 октября 2004 года из конституции было удалено ограничение на количество президентских сроков, которые может занимать одно и то же лицо.

## Законодательная власть
Законодательную власть осуществляет двухпалатный Парламент — Национальное собрание. Нижняя палата — Палата Представителей, верхняя — Совет Республики.
Национальное собрание было создано в 1996 году в связи с изменением Конституции, когда прекратились полномочия Верховного Совета Республики Беларусь, бывшего парламентом до этого. Срок полномочий Национального собрания — 4 года.
Состав Палаты представителей — 110 депутатов. Избрание депутатов осуществляется на основе всеобщего, свободного, равного, прямого избирательного права при тайном голосовании. Выборы происходят по одномандатным округам. Палата представителей первого созыва (1996—2000) формировалась из депутатов распущенного Верховного Совета. Палата представителей второго созыва действовала в 2000—2004 годах, третьего — с 2004 года. Основные полномочия Палаты представителей:
- рассматривает и принимает проекты законов;
- назначает выборы Президента;
- даёт согласие Президенту на назначение премьер-министра;
- выражает вотум недоверия правительству;
- выдвигает обвинения против Президента.

Совет Республики является палатой территориального представительства. Он состоит из 64 членов: 8 членов избирают областные и Минский городской совет при тайном голосовании, ещё 8 членов назначает Президент. Основные полномочия Совета Республики:
- одобрение или отклонение проектов законов, принятых Палатой представителей;
- избирает шесть судей Конституционного Суда и шесть членов Центральной комиссии по выборам и проведению республиканских референдумов;
- дает согласие на назначение Президентом Председателя Конституционного Суда, Председателя и судей Верховного Суда и других высших должностных лиц;
- контролирует работы местных советов депутатов, может отменять их решение или распустить в случае нарушения законодательства;
- рассматривает указы Президента о введении чрезвычайного и военного положения;
- принимает решение об отрешении Президента от должности.

## Исполнительная власть
Исполнительную власть осуществляет Правительство — Совет Министров Республики Беларусь. Он состоит из премьер-министра, его заместителей (или вице-премьеров), министров, руководительных республиканских органов государственного управления и руководит системой подчинённых ему органов государственного управления и других органов исполнительной власти.

## Судебная власть
Судебная власть принадлежит судам, судебная система строится на принципах территориальности и специализации. Правосудие осуществляется на основе состязательности и равенства сторон в процессе. Контроль за конституционностью нормативных актов в государстве осуществляется Конституционным Судом Республики Беларусь. Судебная система состоит из районных и городских судов — суды первой инстанции; областных и города Минска, Верховного суда, Экономических судов

## Президент
Президент Республики Беларусь является Главой государства, гарантом Конституции Республики Беларусь, прав и свобод человека и гражданина. Он представляет Республику Беларусь в отношениях с другими государствами и международными организациями. Обладает широким кругом полномочий, основными из которых являются:
- определяет структуру Правительства Республики Беларусь, назначает на должность и освобождает от должности заместителей Премьер-министра, министров и других членов Правительства, принимает решение об отставке Правительства или его членов;
- назначает руководителей республиканских органов государственного управления и определяет их статус;
- подписывает законы; имеет право в порядке, установленном Конституцией, возвратить закон или отдельные его положения со своими возражениями в Палату представителей;
- имеет право отменять акты правительства;
- является Главнокомандующим Вооружёнными Силами Республики Беларусь
- назначает республиканский референдум;
- может издавать декреты, имеющие силу закона.

Первые президентские выборы в Республике Беларусь состоялись 10 июля 1994. На них победил Александр Лукашенко. Он также побеждал и на всех последующих выборах — в 2001, 2006, 2010, 2015 и 2020 годах.

## Местное самоуправление
Республика Беларусь — унитарное государство, поэтому местное самоуправление решает в основном местные вопросы. Местное управление и самоуправление осуществляется гражданами через местные Советы депутатов, исполнительные и распорядительные органы, органы территориального общественного самоуправления, местные референдумы.
Деятельность органов местного самоуправления регулируется Законом Республики Беларусь "О местном управлении и самоуправлении в Республике Беларусь" от 4 января 2010 г. № 108-З с изменениями и дополнениями. Компетенция местных Советов депутатов регулируется статьёй 17 Закона.

## Политические партии
Партийная система в Республике Беларусь не развита, что объясняется различными причинами, в числе которых отсутствие традиции партийности, проведение всех выборов по мажоритарной системе, сложные условия для регистрации и деятельности партий, слабое развитие гражданского общества и др. Партии практически не оказывают влияния на политику. К основным партиям относятся:
- Коммунистическая партия Беларуси;
- Республиканская партия труда и справедливости;
- Белорусская партия левых «Справедливый мир»;
- Партия БНФ;
- Консервативно-христианская партия — БНФ;
- Объединённая гражданская партия;
- Белорусская социал-демократическая партия (Громада);
- Либерально-демократическая партия.

## КГБ Беларуси

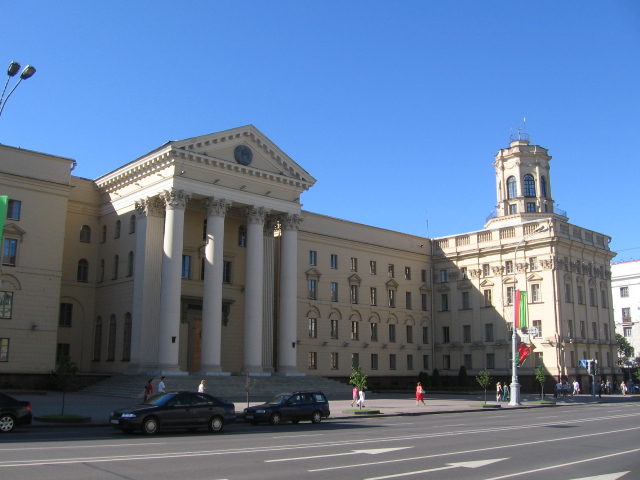
Здание КГБ РБ

- Комитет государственной безопасности Республики Беларусь (бел. Камітэт дзяржаўнай бяспекі Рэспублікі Беларусь)